# Tymotej Staruch
Tymotej Staruch, cyrilicí Тимотей Старух (27. února 1860 Bereżnica Wyżna – 21. dubna 1923 Berežany), byl rakouský politik ukrajinské (rusínské) národnosti z Haliče, na počátku 20. století poslanec Říšské rady.

## Biografie
Sloužil v rakousko-uherské armádě, potom u četnictva. Byl starostou obce. V roce 1896 byl penzionován a usadil se ve vsi Zolota Sloboda. V době svého působení v parlamentu je profesně uváděn jako zemědělec v obci Sloboda.
Byl veřejně a politicky aktivní. Patřil do Ukrajinské národně demokratické strany. Od roku 1902 zasedal v jejím širším výboru. V roce 1908 se stal poslancem Haličského zemského sněmu.
Působil také coby poslanec Říšské rady (celostátního parlamentu Předlitavska), kam usedl ve volbách do Říšské rady roku 1907, konaných poprvé podle všeobecného a rovného volebního práva. Byl zvolen za obvod Halič 66. Mandát obhájil ve volbách do Říšské rady roku 1911.
V době svého působení na Říšské radě je uváděn coby člen Ukrajinské národně demokratické strany. Po volbách roku 1907 byl na Říšské radě členem Rusínského klubu, po volbách roku 1911 členem klubu Ukrajinské parlamentní zastoupení.
Po vypuknutí první světové války organizoval nábor do ukrajinských jednotek. Roku 1915 byl odvlečen ruskými vojsky na Sibiř. Propuštěn byl roku 1917. Po válce byl komisařem v Berežanech. Během krátké existence Západoukrajinské lidové republiky působil jako člen Ukrajinské národní rady. V lednu 1919 se účastnil kongresu práce v Kyjevě. V dubnu 1919 byl zvolen oblastním místopředsedou Ukrajinské národní strany práce (tzv. trudová strana). V roce 1920 byl zatčen polskými úřady a vězněn v Berežanech, později ve Lvově. V lednu 1921 byl pro nemoc propuštěn na svobodu.
Jeho otec Mychajlo Staruch byl poslancem Haličského zemského sněmu. V politice působil i jeho bratr Antin Staruch (1856–1938). Syn Tymoteje Starucha Jaroslav Staruch (1910–1947) byl aktivní v ukrajinských politických a odbojových organizacích.